# Tremplin Oukaïmeden
Der Tremplin in Oukaïmeden war die größte Skisprungschanze Marokkos und Afrikas. Sie wurde, wie auch andere Skisprungschanzen in Afrika, von Franzosen erbaut.

## Name
Tremplin ist das französische Wort für Skisprungschanze und wird meist als Namensteil, wie in Tremplin du Praz, genutzt. Die Schanze in Oukaïmeden auf rund 2700 Meter Höhe im Hohen Atlas hat keinen speziellen Namen und wurde einfach nur Tremplin genannt.

## Konstruktion
Die K40-Schanze wurde mithilfe eines steinernen Schanzentisches als Naturschanze an einen Hang eines Berges im Hohen Atlas südöstlich von Oukaïmeden gebaut. Bemerkenswert ist dabei der im Verhältnis zum Aufsprunghang lange Anlauf, der vermutlich durch einen flachen Anlaufwinkel bedingt war. Es gab für die Wettkämpfe auch zwei Kampfrichtertürme aus Holz.

## Geschichte
Als 1948 das Skigebiet in Oukaïmeden reaktiviert wurde, wurden neben noch existierenden Liften und einer Bobbahn auch eine K20- und eine K40-Skisprungschanze gebaut, womit letztere die größte Skisprungschanze Afrikas war. Darauf wurden in den folgenden Jahren viele Wettkämpfe und sogar marokkanische Meisterschaften ausgetragen. Da Skispringen in Marokko zu dieser Zeit weniger beliebt war, wurde die Schanze in den 1960er-Jahren stillgelegt; Reste der größeren Schanze sind noch zu sehen.

## Rolle des Skispringens in der Region
Obwohl die Schanzen bei der Errichtung des Skigebiets mitgebaut wurden, hielt die Begeisterung nicht lange an und bald wurden sie wieder stillgelegt, wie es häufiger in exotischeren Regionen passiert, wenn bei der Wintersportentwicklung auch Skispringen trotz fehlender Tradition berücksichtigt wird. Das Skispringen hat in Marokko und generell Afrika, im Gegensatz zum Ski Alpin, nicht auf längere Zeit Fuß fassen können und neben zwei Schanzen in Algerien sind aus der Region keine weiteren sicheren Nachweise von Skispringen erhalten. Lediglich am Tizi N'Tghaten bei Ifrane könnte es noch eine weitere marokkanische Skisprungschanze gegeben haben. Diese vereinzelten Schanzen gehören auch zu den wenigen Orten in Afrika, wo Skispringen möglich war, da in weiten Teilen das Klima eine Entwicklung des Skispringens unmöglich gemacht hätte.

## Rezeption
Der Pfadfinder und Filmemacher Maurice Calas fertigte in den 1950er-Jahren mehrere Aufnahmen und Filme über das Skigebiet an, wobei er auch die Skisprungschanze filmte und als „erste Skisprungschanze in Nordafrika“ beschrieb. Das ist zwar nicht richtig, da der Hoppbakken in Algier über 40 Jahre früher errichtet wurde, jedoch gilt der Tremplin als erste Skisprungschanze Marokkos.